# Безрогов, Виталий Григорьевич
Виталий Григорьевич Безрогов (16 сентября 1959 года — 14 ноября 2019 года) — ученый в области истории педагогики и образования, член-корреспондент РАО, доктор педагогических наук, доцент, главный научный сотрудник ФГБНУ «Институт стратегии развития образования Российской академии образования».
Автор научных работ по методологии истории педагогики, проблемам истории образования и педагогики в древних и средневековых цивилизациях, истории учебного книгоиздания для начального обучения. Автор монографий «Учитель и его ученики в текстах Нового Завета» (2002 г.), «Сравнительная педагогика: неинституализированные формы обучения в образовательных традициях стран Африки, Азии, Европы» (2006 г.), «Традиции ученичества и институт школы в древних цивилизациях» (2008 г.) и др., а также ряда пособий, антологий и хрестоматий.
В. Г. Безрогов также работал как переводчик и составитель библиографических указателей, автор научных комментариев, обзоров и около трех сотен работ по истории педагогики и образования, научный руководитель и оппонент множества диссертационных исследований, член редколлегий нескольких научных журналов: «Отечественная и зарубежная педагогика», «Проблемы современного образования», «Вестник ПСТГУ. Серия IV. Педагогика, психология», «Психолого-педагогический поиск», «Историко-педагогический журнал», «Исследователь / Researcher», «Reading Primers International»).

## Биография
Виталий Григорьевич Безрогов родился в Одессе 16 сентября 1959 года. Отец — Фрадкин Григорий Михайлович (1922—1974), мать — Безрогова Евгения Васильевна (1927—1995). Вскоре после рождения сына семья переехала в Москву.
В 1976 году В. Г. Безрогов поступил на исторический факультет Московского государственного педагогического института им. В. И. Ленина, который и окончил с отличием в 1981 году. В 1981—1982 годах работал преподавателем истории в средней школе. В 1982—1987 годах — методистом по работе с общественными музеями в Музее истории и реконструкции города Москвы.

## Hаучная деятельность
Научная деятельность В. Г. Безрогова началась под руководством доктора исторических наук, профессора Аделаиды Анатольевны Сванидзе (1929—2016). Им был собран и систематизирован большой археологический материал по истории раннесредневековой Ирландии, в 1988 году успешно защищена диссертация кандидата исторических наук на тему «Хозяйственная жизнь ирландского общества III—VIII веков».
В 1987 году В. Г. Безрогов начал работу в лаборатории истории зарубежной педагогики Института теории и истории педагогики АПН СССР (в настоящий момент Институт стратегии развития образования РАО), где и работал в должности главного научного сотрудника вплоть до 14 ноября 2019 года. 
С 1990-х годов В. Г. Безрогов занимался также преподавательской деятельностью: возглавлял кафедру педагогической антропологии Университета Российской академии образования. С 1991 года преподавал в Российском государственном гуманитарном университете, являлся доцентом кафедры истории и теории культуры факультета музеологии, где читал курс по истории мировой культуры.
В 2004 году Виталий Григорьевич защитил диссертацию на соискание ученой степени доктора педагогических наук на тему: «Становление образовательных традиций христианской школы в I—V веках».
В 2006 году был избран членом-корреспондентом Российской академии образования.
В 2007 году организовал и возглавил Международный научно-образовательный семинар «Культура детства: нормы, ценности, практики» (Российский государственный гуманитарный университет).
В октябре 2017 года в Аугсбурге (Германия) Виталий Григорьевич был единогласно избран вице-президентом Международного общества по изучению школьных учебников и образовательных медиа (International Society for Historical and Systematic Research on Textbooks and Educational Media).
Являлся членом Греческого общества историков педагогики, Международного экспертного совета университета Иоаннины (University of Ioannina, Греция), бюро Научного совета по истории образования и педагогической науке РАО.
Скоропостижно скончался 14 ноября 2019 года, находясь в рабочей командировке в Лейдене. Похоронен на Донском кладбище.

### Основные направления исследований
1. Методология историко-педагогического исследования (вопросы границ предмета истории педагогики; историко-педагогические источники и методы работы с ними; востребованность результатов историко-педагогических исследований; концептуальные подходы познания педагогического прошлого; эволюция педагогической науки и образовательных практик; исторические пути развития образования и педагогики и др.);
Разрабатывая методологические характеристики истории образования, В. Г. Безрогов отмечал ее междисциплинарный характер и подчеркивал, что это «промежуточное» положение порождает целый спектр возможностей, но и создает множество проблем: прежде всего, необходимость выстраивания научной методологии между «Сциллой педагогики и Харибдой истории».
Безрогов писал, что с известной долей условности тех, кто исследует историко-педагогические сюжеты, можно разделить на «академических историков», стремящихся к системной реконструкции прошлого и помещающих тему истории образования в контекст целостного понимания истории; и «педагогов (деятелей образования)», интересующихся прошлым исходя из актуальных потребностей современности и прогнозирования будущего. Критерий деления этих групп – не профессиональная подготовка, но ориентация авторов на ту или иную аудиторию, прочитывание нужд и ожиданий адресата.
Работы первых – «исторический подход» – нередко связаны с прослеживанием длительных тенденций развития, либо, напротив, с «локальностью» рассматриваемых кейсов – краеведением, «героями» и юбилеями.
Вторым свойственно скорее «не историческое продвижение от одной эпохи к другой, а путь над временем», «созидание на основе исторических документов дороги поверх истории, убеждающей путников в том, что все истинные педагоги – братья по цеху, проблемам, ошибкам, достижениям и структуре опыта». Такой исследователь делает акцент на логической составляющей истории, в результате чего по сути оказывается теоретиком-антропологом или философом образования. Согласно этому подходу, прошлое дает ключ к будущему.
По мнению В. Г. Безрогова, историческое по своей внутренней природе «не вмещается в логическое», но и не сводится к единичному изолированному факту. История педагогики «принципиально не экспериментальна», она изучает уникальное и неповторимое, но непременно – в контексте.  Необходимо реконструировать исторически конкретные варианты сочетания права, религии, языка, культурной подосновы и контекста, которые и дают «картину постановки дела образования, интересную и уникальную в сочетании элементов, более нигде в таком соединении не встречающихся».
Если история лишь подтверждает современность, – утверждал Безрогов, то она не нужна практику образования: актуальное положение дел он может понять и так, – без «дополнительной санкцией происходящему». Только «показ в конкретном историческом времени и месте сложных, противоречивых отношений «мысли» и «жизни», нередко абсолютно «перпендикулярных» или полностью друг друга игнорирующих позиций теоретиков образования, практиков, «обычных людей» и детей с их повседневной действительностью, наиболее адекватно и эвристически демонстрирует обучение и воспитание … прошлых эпох, формирование и передачу опыта и педагогических традиций в целом", и только в этом случае представляет ценность для современной педагогики. Такое соединение «концепций» и «реальностей жизни», по мысли ученого, является сегодня ведущей исследовательской методологией истории педагогики, в ее тесном контакте с постклассической социологией, социальной и педагогической психологией, лингво-культурологией, «интеллектуальной историй» и т. д. В этом случае востребованными оказываются сюжеты, связанные с историей повседневности, детства, семьи, социальной и культурной памяти, словаря применявшихся понятий, их соотношения с практикой обучения и воспитания, антропологией школы и др. История индивидуального воспитания (а не педагогика нормативных документов и организаций) становится приоритетным полем исследований, в которых особенно важен взгляд «с той стороны» – из мира детства. 
История педагогики влияет на настоящее и будущее не впрямую, «не рецептурно, а внутренне, делая неизбежно некомфортным и критически-рефлексивным мышление каждого педагога». Виталий Григорьевич полагал, что опыт отечественного и зарубежного образования пока не включен в «профессиональный горизонт» учителей и воспитателей, далек от их ума и сердца. «Прогулка вдоль библиотечных полок с разделителями «История педагогики и народного образования», «History of education», «Bildungsgeschichte» и т.п., беглый осмотр названий стоящих на них книг в каждом случае неизбежно … сопровождается риторическим или ироничным вопросом "кому это может быть интересно?"». Только если наука сумеет ответить на этот вопрос, станет для учителя востребованным собеседником, то история образования сможет вернуться в его «профессиональную картину мира», «станет не льстящей, но правдивой Музой для претендентов на самостоятельные места в рощах, портиках и школах педагогического Олимпа». 
Помимо общих вопросов предмета, задач, востребованности историко-педагогического знания, В. Г. Безрогов занимался более узкими, но не менее важными, проблемами структуры и метода истории образования как научной дисциплины.
Им была предложена принципиально иная – отличная от общепринятой – система выделения и классификации взаимосвязанных компонентов историко-педагогического наследия:  педагогическая мысль и сознание, педагогическая практика и обычай. Тем самым в традиционное деление истории образования на мысль (науку) и практику был внесен критерий институциализации этих явлений и процессов. 
Ученый писал, что «педагогическая мысль и педагогическое сознание относятся к сфере знания (той или иной степени четкости), а педагогическая практика и педагогический обычай – к сфере формального и неформального использования стереотипов этого знания в структуре заботы старших поколений по отношению к … младшим».
Педагогический обычай – это бессознательные, стереотипные взаимодействия взрослых и детей в педагогическом процессе, проходящем в определенных социальных рамках. В основном он связан с воспитательными аспектами, основан на архетипах той или иной культуры и изменяется крайне медленно. Педагогический обычай может быть изучен историко-этнографическими методами, приобретающими историко-педагогические характеристики.
В отличие от обычая доминанту педагогической практики составляет процесс обучения – «организованное, целенаправленное, опирающееся на определенные теоретические концепции взаимодействие общества – в лице педагогов – и ребенка» . Основные методы изучения в этом случае – историко-социологические и историко-методические, наука реализует фактографическо-регистрационную и реконструирующую функции, а итоговым продуктом становится «история организационных форм обучения и воспитания вкупе со статистикой».
А вот «неосознанность педагогического обычая реализует в большей степени моделирующую функцию изучающего его научного знания», выстраивает статические картины, охватывая длительные периоды развития конкретной цивилизации. Изображение педагогического обычая в большей степени относится к истории человеческой культуры. История практики обучения и воспитания – к истории деяний. На ранних этапах истории образовательных систем обычай и практика были связаны более тесно, а с появлением социального института школы постепенно разошлись довольно далеко друг от друга, – отмечал В. Г. Безрогов.
«История неотрефлектированных, распространенных в массах представлений по поводу воспитания и обучения есть история педагогического сознания». Это «царство ментальности», этнокультурных стереотипов и архетипов сознания, пласт латентных представлений. «Педагогическое сознание царит вне школы, но и в ее стенах его доля в мышлении педагогов весьма велика»:  в нем нет теорий, концепций, но есть постулаты, отношения и максимы. Ученый полагал, что «педагогическое бессознательное» можно изучать методами «истории ментальностей», например, через тексты, спонтанно возникающие «в недрах» той или иной культуры и созданные людьми, которые ранее не писали на педагогические темы и мало читали о них.
Институциализированное педагогическое сознание  - это педагогическая мысль, которая может быть рассмотрена с помощью методов историко-научных дисциплин и интеллектуальной истории. В. Г. Безрогов подчеркивал, что история педагогической мысли есть история «вероятностного знания и вероятностной практики», во многом это «история педагогического идеализма», «конструкций, с той или иной степенью вероятности претендующих на истину»; это «история рекомендательного начала в культуре в целом и в образовании в частности».
Важнейшей заслугой В. Г. Безрогова в области методологии историко-педагогического знания было его внимание к изучению педагогического обычая и педагогического сознания – неинституциональных форм педагогической мысли и практики, которым нормативная структура педагогики не отводила подобающего места и которые ранее практически не рассматривались историками образования.
Виталий Григорьевич не только обозначил эту проблему как terra incognita исследовательского поля истории образования, но и предложил комплекс методов, соответствующих этой сложной области историко-педагогического знания, последовательно реализуя эпистемологический принцип адекватности вопросов исследуемому материалу.
Педагогическое сознание и педагогический обычай не становились предметом  рассмотрения историков образования, прежде всего, из-за проблемы источника: что может быть достаточно надежным свидетельством проявления архетипов? маркером бессознательного? «прорывом» ментального?  объективирующим субъективность?
Опыт В. Г. Безрогова – историка, переводчика, библиографа, источниковеда с широчайшим междисциплинарным кругозором позволили ему увидеть такого рода источники там, где их не замечали другие, и осуществить ряд конкретных исследований – фундированных, верифицированных, репрезентативных и целостных с точки зрения фактографии и, вместе с тем, смелых и новаторских по своим результатам.
Автобиография как источник по истории детства, школьный учебник как модель «открытого» и «скрытого» учебного плана, тексты поздней античности и раннего средневековья как отражение феномена ученичества и т.д. и т.п., – все эти «пары» предмета исследования и способа проникновения в него легли в основу отдельных направлений исследований, инициированных ученым.

2. Неинституализированные образовательные практики в истории педагогики (школа и внешкольное обучение в античной педагогической традиции; феномен ученичества; интерсубъектные формы обучения и воспитания; возникновение и функционирование образовательных учреждений в первые столетия существования христианского мира; педагогика христианского обращения и др.);
3. История детства в России и за рубежом (автобиографические рассказы о детстве как историко-педагогический источник; педагогическое исследование через призму истории детства; педагогическое измерение воспоминаний о детстве; ребенок в истории культуры и истории образования; советское наследие и наследие детства; визуальные образы детства в истории педагогики; воспоминания о детстве и история коллективной памяти; язык и этничность в педагогике эмиграции и др.).
4. Западноевропейская и российская учебная литература (учебник и его история как предмет историко-педагогического исследования; история учебной литературы как научная дисциплина; учебник как историко-педагогический источник; история букварей, книг для чтения и школьных пособий; педагогическая семантика иллюстраций в учебных текстах; история дизайна учебной книги; методика начального обучения чтению и письму; образы школы, учителя и ученика в учебных текстах; пособия Я. А. Коменского; детские книги К. Д. Ушинского; учебные книги русской эмиграции и др.).
Проблемами учебной литературы В. Г. Безрогов занимался на протяжении 15 лет (первая работа опубликована в 2005 г.). Им были теоретически обоснованы и эмпирически разработаны концептуальные основы, методологические подходы, принципы, исследовательские методики новой в пространстве российского образования субнаучной дисциплины — истории школьного учебника. Исследования учебной книги были включены в состав историко-компаративистских и историко-текстологических направлений истории педагогики, осуществлялись с позиций дискурсивного подхода и методов визуальной антропологии.
Ученый отмечал, что школьный учебник представляет собой текстовое и визуальное единство педагогической теории и конкретно-исторической образовательной практики, интересен как «переосмысленная реальность» и некая «педагогическая утопия». По мысли Безрогова, учебник активно репрезентирует широкий спектр ролей, ценностей, идеалов, моделей поведения, рекомендуемых взрослым ребенку. Это очень мощный инструмент образования и воспитания — в силу своей массовости и серийности, он оказывает существенное влияние не только на ребенка, но и на учителя, родителей и социум в целом.

Еще в 1965 году явную силу учебников сформулировала в своей повести-сказке «В стране невыученных уроков» Л. Б. Гераскина:
«Меня тянуло выпрыгнуть в окно и побежать к ребятам. Но на столе лежали мои учебники. Они были изорванные, залитые чернилами, грязные и ужасно скучные. Но они были очень сильными. Они держали меня в душной комнате, заставляли решать задачу о каких-то допотопных землекопах, вставлять пропущенные буквы, повторять никому не нужные правила и делать многое другое, что мне было совсем неинтересно».
В. Г. Безрогов подчеркивал, что «книга, столь плотно сопровождающая ребенка на установленном отрезке времени, открывается намного чаще других, разглядывается, читается, прорабатывается, становится ненавидимой, любимой, поддерживающей, требующей, надзирающей, советующей, показывающей и подсказывающей, устарелой, замшелой, (не)интересной, зовущей, (де)мотивирующей, открывающей/закрывающей перспективы, порождающей и уничтожающей (квази)радость узнавания, владеющей ребенком, командующей и советующей, называющей, включающей что-либо/кого-либо в рамки видения вселенной/чтения мира и исключающей из этих рамок…»
Рассматривая историю учебника как «квинтэссенцию» истории педагогики и культуры детства, В. Г. Безрогов считал его «определителем педагогической эпохи в целом»; отмечал, что «даже если учебник перпендикулярен реальности, его позиция важна для реконструкции и реальности, и диалога педагогики с такой реальностью». Будучи посредником между ребенком и учителем, между учителем и методической мыслью, учебник позволяет «заглянуть в школьный класс» разных эпох: «в качестве модели (общий вид и текстуальный канон) и алгоритма (система вопросов и заданий) процесса обучения работает слюдяным окном в практику преподавания, … позволяет попасть на урок в том его виде, в каком этот урок спланирован составителем, дизайнером и издателями».
Вместе с тем, Безрогов отмечал, что учебник обладает всего лишь «потенциальной энергией»: представляя собой информационную модель той или иной науки и, вместе с тем, модель образовательного процесса, он включает в себя «различные пласты (уровни) целей и содержания: … то, что авторы хотят сказать открыто; то, что говорят скрыто, не афишируя; то, что говорится само собой — несознаваемый составителями уровень коммуникации с учеником; то, что первоначально не было вложено в учебную книгу и вычитывается … ребенком и взрослым при ее применении». А потому взаимодействие с учебником ребенка и педагога — сложный процесс, требующий особого разговора в поле его исторической реконструкции.
Значительный вклад в изучение истории учебника В. Г. Безрогов внес, разрабатывая конкретные исследовательские методики и приемы его лингво-культурологического, семантического, историко-педагогического анализа. Ученый подчеркивал, что «учебник появляется перед историком образования как deu sex machina — приходя к нему с издательского станка, а не из кабинета автора», и, как правило, «его история не сохраняет черновиков, следов поиска финального варианта». Задача автора / составителя учебника — представить целостное здание науки, а потому в пространство главной школьной книги «внесены „рундуки“, принадлежащие разным владельцам. В „лифтах“ и на „этажах“ пересекаются культура обучения и воспитания (педагогика), культура индоктринации (политика), культура повседневной практики (этнография), культура взаимоотношения статусов (социология), культура понимания сущности человека (философия), культура понимания возможностей человека (психология), культура грамоты (филология), культура норм и отношений (этика)».
Вот почему анализ учебника столь труден для историка и педагога, требует многомерного подхода, системного рассмотрения его «и как целого, и как противоречивой попытки создать такое целое». Такую «послойную» расчистку учебника как палимпсеста В. Г. Безрогов и создаваемые им научные коллективы проводили на материалах российской и зарубежной учебной литературы.

### Ключевые проекты
1. «В поисках букваря, начала всех начал»
Рассмотрена и реконструирована история российских азбук, букварей, книг для чтения XVI — начала XXI вв., прослежено зарождение, становление и трансформация в России учебного книгоиздания, рассчитанного на начальное обучение детей вере, навыкам чтения и письма, родному языку, литературе и базовым представлениям о природе и социуме. Проделана колоссальная работа по составлению библиографической базы данных пособий для начального обучения на русском языке, изданных с 1800 по 2000 год. Создание этого электронного ресурса обеспечило качественно иной уровень проведения научных изысканий в данной области: возможность удаленной работы с полнотекстовыми версиями учебных пособий привела к формированию широкого поля исследовательских практик в отечественной и зарубежной историко-педагогической науке, вызвала к жизни множество идей, статей и книг, интересных и важных начинаний.
2. «От Часослова к Orbis sensualium pictus»
Научным коллективом под руководством В. Г. Безрогова были проанализированы пособия для обучения грамоте эпохи позднего средневековья и раннего нового времени — когда учебное книгоиздание зарождалось и утверждалось как отдельное направление в культурах европейского типа. На представительном корпусе источников с успехом было осуществлено «комплексное симультанное рассмотрение разноуровневых семантических сетей внутри каждого из учебников и в рамках их репертуара в целом», определены взаимосвязи их «текстуального тематизирования, нарратива и дискурса, языковой политики, образного ряда, колористического решения, методических инструментов». Широкое синхронное исследование позволило реконструировать алгоритмы европейского начального образования в их вариативной целостности. Особое внимание В. Г. Безроговым и его коллегами было обращено на учебные пособия Я.-А. Коменского: Vestibulum (1632) и Orbis sensualium pictus (1658), рассмотрены их рецепции и ранние переводы на основные европейские языки, в том числе — русский.
3. «Что немцу диалог, то русскому учитель»
Проведен сравнительный анализ российских и европейских (главным образом немецких) пособий для обучения грамоте. Буквари и азбуки, изданные в России на протяжении XVIII—XIX вв., рассмотрены в контексте их европейских аналогов и первоисточников, выявлены общие тенденции и особенности развития педагогической мысли и практик книгоиздания — на уровне государственной политики, национального менталитета, культурных традиций, методик преподавания, характеристик отдельных авторов / составителей / иллюстраторов.
4. «Острова Родины»
Международным коллективом ученых (Россия, Беларусь, Латвия, Эстония, Польша, Германия, Италия, США и др.) под руководством В. Г. Безрогова проанализированы школьные учебники, созданные эмигрантами в странах рассеяния на протяжении двух столетий — с 1800 по 2000 гг. Показан богатый опыт эмигрантского учебного книгоиздания, его педагогическое содержание, меняющееся в зависимости от социума, культуры и исторического периода. Особенное внимание уделено русскоязычной учебной литературе первой волны эмиграции (1918—1944), изданной в Западной Европе, Китае и других странах Дальнего Востока, в США. Изучение эмигрантского учебника выделено в отдельное — новое для педагогической науки — исследовательское поле, формируемое на стыке нескольких дисциплин, включающих в себя не только подходы и методы общей мануалистики (от manual — учебник, пособие), то есть, науки о школьном учебнике как таковом, но и исследования социальной, культурной, коллективной, (авто)биографической памяти. В. Г. Безрогов полагал, что для эмигрантских сообществ вопросы памяти об утраченном отечестве тесно связаны с представлениями о том, «кто мы такие» — с самоидентификацией человека и группы людей. По его мнению, школьные учебники часто выполняли функцию сохранения предыдущей идентичности, либо напротив — активно включались в формирование новой. И в том, и в другом случае учебная литература для иммигрантов становилась актуальнейшим трендом социальной и культурной политики (в том числе современной) — необходимость ее изучения с опорой на исторический опыт и доказана в работах коллектива . Учеными рассмотрены общеметодологические и типологические вопросы изучения русскоязычного корпуса учебных пособий, выпущенных в странах рассеяния. Впервые был создан библиографический свод всех русскоязычных учебников периода русской эмиграции первой волны, который представляет собой важный источник, позволяющий представить, как обучали и воспитывали вывезенных из России и рожденных уже в эмиграции детей. Выполнен ряд исследований, посвященных учебникам внутри знаменитого перечня «россики»: букварям, учебникам истории, сборникам песен и др. Эти пособия определены Безроговым как «замороженная память» — проект, оказавшийся в мировой истории образования яркой, но печальной педагогической утопией.
5. «Гуляй там, где все…»
Школьные учебники (прежде всего, советского периода истории России) были рассмотрены В. Г. Безроговым и его коллегами как «социальный конструкт», который через тексты и иллюстрации репрезентирует читателю рекомендуемые культурой и историческим моментом правила и образцы поведения, иерархию одобряемых государством / обществом личностных качеств. Азбуки и буквари XX века изучены в качестве пособий для усвоения ребенком «культурной грамоты», «стереотипизированные образцы» идеалов и норм деятельности, предложенных взрослым миром и усваиваемых школьниками в процессе их целенаправленной социализации. В работах Безрогова раскрыты механизмы социального конструирования реальности в учебнике, обозначена его нормативная природа, расширены представления об особенностях педагогической культуры разных эпох. Анализ огромного массива школьных пособий XX столетия позволил говорить о существовании, отражении, активной репрезентации в азбуках и букварях различных социальных дискурсов: Империи, «либеральной модернизации», «большевистской социальной физики», пред- и послевоенной советской Державы, «развитого в своей застойности социализма», «перестройки» и «обновленной России». Безрогов утверждал, что «каждый из этих дискурсов создает в учебнике подвижное поле культурно-семантических значений, свой собственный спектр и репертуар социальных норм и моделей, предлагаемых учителям, учащимся и родителям в качестве воспитательного и ориентирующего в мире словаря».
6. «Уйти от войны»
Особый личностный смысл В. Г. Безрогов вкладывал в изучение «военной темы» в учебниках для первоначального обучения грамоте — азбуках и букварях. Осуществленный анализ массовых изданий позволил выявить среди имплицитных идей, образов, стереотипов, заложенных в школьной книге «особенный педагогический модус» коммеморативных практик о «героическом прошлом», образ которого конструируется, воспроизводится и передается с помощью учебника к каждому следующему поколению". Были проанализированы азбуки и буквари, центральных и региональных издательств с 1945 по 2008 год, определены роль и место военной темы в советском и российском детстве, выделены «волны» активной «милитаризации» российских букварей: 1) 1945—1948 гг., период «живой памяти»; 2) около 1955 г. — исход первого послевоенного десятилетия; 3) 1984—1989 гг. — попытка оправдать и удержать советское настоящее с помощью прошлого («Никто не забыт! Ничто не забыто!»); 4) с середины 2000-х гг. — «национализация» памяти о войне, возвращение военной формы как признака патриота и гражданина, утверждение идеи военной победы как символа величия нации и залога неизбежного и бесспорного прогресса в ее государственном строительстве".
В. Г. Безрогов отмечал постоянное возобновление концепций «педагогики войны» и «военного патриотизма» в советском и постсоветском пространстве 1940—2000-х гг.: формирование и "трансляцию через учебник каждому следующему поколению детей «идеи справедливой войны и всемирных заслуг своей родины», поддержание военной темы как главного события коллективной памяти, «в виде симулякра предлагаемого детям каждого нового поколения». В. Г. Безрогов полагал, что дискурс войны не может быть предложен ребенку в качестве позитивной «воспитательной ценности», поскольку она «деформирует мир современного российского детства»: «посредством ритуальных коммеморативных страниц учебника оправдывается сконструированный факт непреодолимой памяти на грани между хрупким миром и чаемой героикой сражений». Задавая вопросы «должна ли память о военной победе довлеть над первоклассниками?», «как, для кого и зачем мы до сих пор изо всех сил сохраняем воспоминания о ненависти?», «не пора ли освободить российских детей в начальной школе от „науки ненависти и победы“?», ученый давал ответ: «нормальный детский мир не вмещает в себя войну, … она для него нелегитимна», а "понятия «примирение», «покаяние», «милосердие» не менее важны в человеческой жизни, нежели «война», «гордыня» и «злоба».
До начала 1980-х годов подход к учебникам как источникам по истории педагогики и педагогической ментальности не представлялся в научном сознании особым направлением исследований. В 1980-90-е годы данный интерес был институализирован в ряде немецких, французском, испанском, бельгийском, норвежском и др. проектах. В России этот «прорыв» был осуществлен во многом благодаря усилиям В. Г. Безрогова. В целом по теме «история учебника» им было опубликовано более 200 работ (статьи, главы в монографиях, библиографические обзоры и указатели, переводы).

### Членство в научных обществах и исследовательских объединениях
- с 2006 года член-корреспондент Российской академии образования;
- с 2007 года руководитель Международного научно-образовательного семинара «Культура детства: нормы, ценности, практики» (РГГУ);
- с 2008 года член Международного общества по изучению школьных учебников и образовательных медиа (International Society for Historical and Systematic Research on Textbooks and Educational Media), Аугсбург (Германия); с 2017 года — вице-президент Общества;
- с 2009 года член Греческого общества историков педагогики и Международного экспертного совета университета Иоаннины (Греция);
- с 2013 года член Диссертационного совета РГГУ — Д 212.198.06 (исторические науки, культурология).